# Юнкер, Каспер
Ка́спер Ю́нкер (дат. Kasper Aalund Junker; род. 5 марта 1994 года в Виндинг Согн, Дания) — датский футболист, нападающий клуба «Нагоя Грампус».

## Клубная карьера
Юнкер начал профессиональную карьеру в клубе «Раннерс». 7 марта 2013 года в матче против «Вестшелланна» он дебютировал в датской Суперлиге. В 2015 году Каспер на правах полугодовой аренды выступал за «Фредерисию». 16 марта 2016 года в поединке Кубка Дании против «Копенгагена» Юнкер забил свой первый гол за «Раннерс». Летом того же года Каспер перешёл в «Орхус». 17 июля в матче против «Сённерйюска» он дебютировал за новую команду. Через неделю в поединке против «Виборга» Юнкер забил свой первый гол за «Орхус».

## Международная карьера
В 2017 году в составе молодёжной сборной Дании Юнкер принял участие в молодёжном чемпионате Европы в Польше. На турнире он был запасным и на поле не вышел.